# دروازه سنگی
دروازه سنگی (قالا قاپیسی) خوی  در جنوب بازار خوی به طرف شهر سلماس قرار دارد. این اثر در دوره ایلخانیان یا دوره قاجاریه بنا شده‌است و از حصار تاریخی شهر خوی باقی مانده است و خندقی نیز پیرامون وجود داشته‌است‌.
ضلع شمالی دروازه آجری و به سبک جناقی است‌. ضلع‌جنوبی آن یک در میان سنگ‌های خاکستری و سیاه دارد و به شکل قوس نیم دایره است که زیر این قوس دو شیر ساده سنگ‌تراشی شده‌است‌. 

## ویژگی‌ها
دروازه سنگی خوی از نمونه‌های باقی‌مانده دوازده حصار تدافعی در جنوب شرقی شهر خوی می‌باشد که جهت حفاظت شهر از تهاجم دشمن وکنترل عبور و مرور ساخته شده‌است. به علت گسترش شهر این بنای تاریخی در بافت جدید شهر قرار گرفته و قسمت شمالی آن متصل به بازار قدیمی خوی قرار دارد.
بعضی از مورخین این اثر را بدوره ایلخانیان نسبت می‌دهند و امکان دارد در زمان عمران و آبادانی خوی توسط ایلخانیان، این دروازه نیز ساخته شده باشد. ولی منابع دیگری دروازه را مربوط به دوره قاجار می‌دانند، انتساب دوم با توجه به سبک معماری مقایسه با آثار باقی مانده قاجاریه در تبریز و خود شهر خوی معقول به‌نظر می‌رسد. و از طرفی نیز با توجه به سر در باقی مانده این بنا مربوط به دوره ایلخانی دانسته می‌شود.
این بنا از حیث جنس ساختمان با دو نوع مصالح مقاومت ساخته شده‌است. ضلع شمالی آن که در امتداد بازر قدیمی خوی قرار دارد با آجر ساخته شده ولی سمت جنوبی بنا از سنگهای تراش خاکستری و سیاه می‌باشد که به صورت ترکیبات موزون و هماهنگ نماسازی شده‌است. این بنا در حال حاضر مورد استفاده قرار نمی‌گیرد.